# Ministarstvo ljubavi (2016.)
Ministarstvo ljubavi je hrvatska filmska komedija snimljena 2016. godine u režiji Pave Marinkovića. 

## Radnja
Radnja prikazuje kako hrvatska vlada suočena s financijskim problema i u nastojanju da smanji rashode, odlučuje oduzeti mirovine udovicama hrvatskih branitelja poginulih u Domovinskom ratu. Odluka se odnosi na udovice koje primaju mirovine a žive u izvanbračnim zajednicama s novim partnerima. Da bi se izvršile nepopularne mjere, osniva se novi odjel. Protagonisti, koje tumače Stjepan Perić i Dražen Kühn, su dva službenika koji dobivaju zadatak istražiti slučajeve u Šibensko-kninskoj županiji. 

## Uloge
- Stjepan Perić - Krešo Matešić
- Dražen Kühn - Josip Šikić
- Ecija Ojdanić - Dunja Maleš
- Olga Pakalović - Sandra Matešić
- Ksenija Marinković - brigadirka Rukavina
- Alma Prica - Ljerka
- Oleg Tomac - Janko
- Bojan Navojec - Ico Plazonja
- Goran Navojec - Trinaestić
- Bruna Bebić-Tudor - Ruža Plazonja
- Slobodan Milovanović - Trompetić
- Ivan Jončić - Grahek
- Dijana Vidušin - Morana
- Hristina Popović - Manda Kartelo
- Stipe Radoja - Bili
- Nenad Srdelić - Mijo Maloča
- Daria Lorenci - Kijevljanka
- Robert Kurbaša - Kijevljan
- Milivoj Beader - Stojko
- Jasna Palić-Picukarić - službenica
- Edita Karađole - starica
- Ivan Brkić - šef sale
- Maja Posavec - Ema
- Janko Popović Volarić - Zoran
- Snježana Sinovčić - kuma Kijevljanka
- Mijo Kevo - Maestro

## Nagrade
- Mostar film festival - Nagrada za najbolju glavnu mušku ulogu - Stjepan Perić[1]
- Mostar film festival - Nagrada za najbolju žensku sporednu ulogu - Dijana Vidušin[1]
- WorldFest Houston - Platinum Remi Award
- Alexandria Film Festival za Mediteranske Zemlje - Grand Prix za najbolji film

## Vanjske poveznice
- Ministarstvo ljubavi  Arhivirana inačica izvorne stranice od 2. prosinca 2017. (Wayback Machine)